# Ed Brubaker
Ed Brubaker (Bethesda, 17 de novembro de 1966) é um roteirista estadunidense de banda desenhada, três vezes vencedor do Prêmio Eisner de melhor roteirista. Tendo iniciado sua carreira em revistas independentes e antologias dos gêneros crime e noir, estabeleceu uma prolífica trajetória nos quadrinhos de super-heróis, com fases elogiadas em Capitão América, Demolidor e diversos títulos relacionados ao Batman.  
Nos últimos anos, solidificou sua carreira no quadrinho autoral, trabalhando em suas propriedades intelectuais principalmente ao lado do artista Sean Phillips, um colaborador de longa data. 

## Estilo de escrita
Os primeiros quadrinhos de Brubaker foram no género noir: Lowlife, The Fall, Sandman Presents: Dead Boy Detectives e Scene of the Crime. Seu primeiro trabalho de super heróis incorporou alguns aspectos do género noir, como Batman, Catwoman e Sleeper. Isto continuou com seu trabalho na Marvel, nas revistas Daredevil e Criminal. Além destas, Brubaker também trabalhou em outras séries de super herói da Marvel, como Capitão América e Uncanny X-Men.

## Carreira

### Início
O primeiro trabalho de Brubaker em quadrinhos foi como cartunista, escrevendo e desenhando Pajama Chronicles e desenhando uma edição de Gumby 3D para Blackthorne Comics; Purgatory U.S.A. para Slave Labor Graphics; e a série semi-autobiográfica Lowlife, para a Caliber Comics. Na Caliber, ele editou brevemente a série de antologia Monkey Wrench.
Em 1991, ele começou a contribuir com histórias de crime para a série de antologia Dark Horse Presents, da Dark Horse Comics, uma revista que ele continuaria a contribuir intermitentemente ao longo da década. Entre essas contribuições está a série em três partes An Accidental Death (Dark Horse Presents # 65-67), uma colaboração com o artista Eric Shanower, que deu aos dois uma indicação ao Prêmio Eisner de 1993. Em 1997, recebeu uma indicação ao Prêmio Ignatz por At the Seams.

### DC Comics
Em 1995, escreveu sua primeira história para a DC/Vertigo, Prez: Smells Like Teen President, novamente com Shanower na arte. Posteriormente, lançou Scene of the Crime, com Michael Lark e Sean Phillips na arte, em 1999.
Assinou um contrato de exclusividade com a editora em 2000, e começou a roteirizar a revista do Batman no número #582. Trabalhando em histórias back-ups na série Detective Comics, com o artista Darwyn Cooke, Ed Brubaker destacou-se, o que o levou a ganhar um título solo da Mulher-Gato: Catwoman.
Em parceria com Greg Rucka, lançou a série Gotham Central, focando no cotidiano dos policiais do Departamento de Polícia de Gotham City. Posteriormente, produziu o one-shot Batman: The Man Who Laughs. Para o selo WildStorm, Ed Brubaker escreveu a minissérie Point Blank e The Authority. Além disso, lançou a série autoral Sleeper, juntamente com Sean Phillips.

### Marvel
Em 2004, já não mais exclusivo da DC, Brubaker começou a trabalhar para sua principal concorrente, a Marvel Comics. Seu primeiro grande trabalho foi o volume cinco da série Captain America. Juntamente com o artista Steve Epting, o Capitão América de Brubaker introduziu novos vilões e ressuscitou o personagem Bucky Barnes como "O Soldado Invernal". A série foi um sucesso de vendas e crítica. Brubaker continuou por oito anos, de novembro de 2004 a outubro de 2012, escrevendo também no período títulos derivados em torno do personagem.
Em 2005, firmou um acordo de exclusividade com a Marvel. Enquanto ainda escrevia Captain America, Brubaker contribuiu com a revista do Demolidor, substituindo a célebre equipe criativa formada por Brian Michael Bendis e Alex Maleev, que se despedia do título em 2006. Ed seguiu no título até 2009, sendo substituído por Andy Diggle. Ainda em 2006, Brubaker assumiu um terceiro título tradicional da Marvel, Uncanny X-Men. Com as críticas positivas acerca de seu trabalho na editora, recebeu a tarefa de reformular a equipe mutante, após ter feito a minissérie X-Men: Deadly Genesis. No mesmo período, Brubaker co-roteirizou com Matt Fraction a revista The Immortal Iron Fist.
Brubaker ainda escreveu várias minisséries como Books of Doom e The Marvels Project.

### Obras autorais
Em 2006, Ed Brubaker lançou com Sean Phillips a série Criminal, seu primeiro trabalho autoral desde seu contrato de exclusividade com a Marvel.  À época, o roteirista afirmou: "Criminal falará sobre o crime, do ponto de vista de quem está do outro lado da lei, e de uma maneira que normalmente não pode ser vista numa revista de super-heróis." Brubaker se inspirou em escritores como Jim Thompson e Ross Macdonald para a concepção da série. No ano seguinte, Criminal ganhou o Prêmio Eisner para Melhor Nova Série.
Incognito, sua segunda série pelo selo Icon, foi definida pelo próprio como sendo o oposto de uma obra anterior, Sleeper:  "Incognito é o inverso. A história de um cara do mal forçado a ser do bem, e o que acontece quando ele começa a pirar por causa da monotonia do cotidiano."
Brubaker e Sean Phillips lançaram Fatale, sua primeira série na Image Comics, em janeiro de 2012. A série foi inicialmente anunciada como uma maxissérie de doze edições, mas foi atualizada para uma série regular em novembro de 2012. Brubaker e Steve Epting lançaram Velvet, uma série de espionagem, em outubro de 2013.
Em 2013, Ed Brubaker, juntamente com seu colaborador costumaz, Sean Phillips, assinou um contrato de cinco anos para produzir quadrinhos exclusivamente para a Image Comics. Sob os termos do acordo, a Image publicará qualquer história em quadrinhos que o autor lhes traga sem precisar submeter a ideia para aprovação primeiro. Brubaker disse que esse arranjo é algo que ele sempre quis. A primeira série lançada sob este contrato foi The Fade Out. Em 2018, o contrato de exclusividade foi renovado para mais cinco anos.
Em 2016, Brubaker integrou a equipe de roteiristas do seriado de TV Westworld, da HBO. Ele coescreveu o episódio "Dissonance Theory" com Jonathan Nolan. Nos quadrinhos, iniciou a série Kill or Be Killed. Em 2018, Brubaker e Phillips lançaram a graphic novel My Heroes Have Always Been Junkies, vencedora do Eisner de melhor álbum inédito. O autor voltou ao meio audiovisual escrevendo a série Too Old to Die Young, em colaboração com Nicolas Winding Refn.
No ano de 2019, Brubaker e Phillips publicaram a graphic novel Bad Weekend, expandindo uma história contada em Criminal. No mesmo ano foi anunciada uma nova graphic novel original da dupla, Pulp, a ser lançada em maio de 2020. Já em 2020, Brubaker anunciou o lançamento da série em quadrinhos Friday, criada em colaboração com o artista Marcos Martin e disponibilizada através da plataforma digital Panel Syndicate.

## Prêmios
- 2000 Prêmio Prism (Catwoman #17-19: "Diguises")

- 2004 Prêmio GLAAD Média - Banda Desenhada Destacada (Catwoman)

- 2006 Prêmio Harvey - Melhor Roteirista (Captain America)

- 2007 Prêmio Eisner - Melhor Roteirista (Daredevil, Captain America, Criminal); Melhor Nova Série (Criminal, com Sean Phillips)[14]

- 2007 Prêmio Harvey - Melhor Roteirista (Daredevil)
- 2010 Prêmio Eisner - Melhor Edição ou Especial (Captain America: "Red, White, and Blue-Blood" com Gene Colan)
- 2010 Prêmio Eisner - Melhor Roteirista (Captain America, Daredevil, Marvels Project, Criminal, Incognito)[28]
- 2012 Prêmio Eisner - Melhor Minissérie ou Arco de Histórias (Criminal: The Last of the Innocent, com Sean Phillips)[29]
- 2016 Prêmio Eisner - Melhor Minissérie ou Arco de Histórias (The Fade Out, com Sean Phillips)[30]

### Nomeações
- 1993 Prêmio Eisner - Melhor Roteirista/Desenhista (An Accidental Death)

- 1997 Prêmio Harvey - Melhor Nova Série (Detour)

- 1997 Prêmio Ignatz - Romance Gráfico ou Colecção Destacada (At the Seams)

- 1999 Prêmio Eisner - Melhor Roteirista (Scene of the Crime) e Melhor Minissérie (Scene of the Crime)

- 2006 Prêmio Harvey - Melhor Roteirista (Daredevil)

- 2007 Prêmio Eisner - Melhor Série Regular (Daredevil, com Michael Lark e Stefano Gaudiano; Captain America, com Steve Epting)

- 2007 Prêmio Harvey - Melhor Roteirista (Daredevil)

- 2010 Prêmio Eisner - Melhor Minissérie ou Arco de Histórias (Incognito, com Sean Phillips)[28]

- 2013 Prêmio Eisner - Melhor Roteirista (Fatale, com Sean Phillips)[31]

- 2015 Prêmio Eisner - Melhor Nova Série (The Fade Out, com Sean Phillips)[32]

- 2016 Prêmio Eisner - Melhor Roteirista (The Fade Out, Velvet, Criminal Special Edition)[30]